# 孟祥红
孟祥红（1963年4月—），女，汉族，云南保山人，中国农工民主党党员。天津大学管理学院管理科学与工程专业毕业，在职研究生学历，管理学博士学位，高级编辑，研究员。现任河北省妇女联合会副主席、农工党河北省委副主委。

## 生平
1984年，毕业于河北机电学院（今河北科技大学）工业电气自动化专业，获工学学士学位。毕业后，1984年8月参加工作，先后在邯郸纬编厂、邯郸电视台工作。2001年起，先后任山东省济宁市广播电视局（台）副局（台）长、任农工党河北省委社会服务部副部长（副处级）、宣传部部长、秘书长（副部级），兴隆县副县长（挂职），河北省黄埔军校同学会（河北中国和平统一促进会）专职秘书长（副厅级）。
工作期间先后在中共中央党校函授学院经济管理专业、河北大学新闻系新闻专业、天津大学管理学院管理科学与工程专业学习，获文学学士和管理学博士学位，并曾在天津财经大学工商管理专业从事博士后研究工作。
2017年4月15日，在石家庄市第十四届人民代表大会第一次会议第三次全体会议上当选为石家庄市人民政府副市长。
2017年6月7日，在中国农工民主党河北省第八次代表大会上当选为农工党河北省委副主委。
2021年1月，2019冠状病毒病疫情正在石家庄市藁城区集中爆发，孟祥红出席了石家庄市1月6日以来的历次新冠肺炎疫情防控新闻发布会，并对石家庄当天的疫情情况做总括性介绍。
2021年8月26日，不再担任石家庄市副市长。8月31日，在河北省妇联十四届五次常委会议、十四届四次执委会议上当选为河北省妇联副主席。